# Go Soo
Go Soo (Nonsan, Provincia de Chungcheong del Sur; 4 de octubre de 1978) es un actor surcoreano. Ha participado en series televisivas como Piano, Green Rose y Nevará para Navidad?, así como en las películas White Night y The Front Line.

## Vida personal
Go empezó a salir con Kim Hye-yeon, una estudiante de arte once años más joven, poco después de conocerse en 2008. La pareja contrajo matrimonio el 17 de febrero de 2012 en el Shilla Hotel en Seúl. Su hijo nació el 28 de enero de 2013, y su hija el 17 de abril de 2015.

## Carrera
El 27 de septiembre del 2018 se unió al elenco principal de la serie Heart Surgeons (también conocida como "Two Lives One Heart") donde interpretó al cirujano torácico Park Tae-soo, el final de la serie el 15 de noviembre del mismo año.
El 15 de enero del 2020 se unió al elenco de la serie Money Game donde dio vida a Chae Yi-heon, un funcionario económico que oculta el hecho de que proviene de una familia rica, para ser reconocido por sus verdaderas habilidades, hasta el final de la serie el 5 de marzo del mismo año.
El 29 de agosto del mismo año se unió al elenco principal de la serie Missing: The Other Side (también conocida como "Missing: They Were There") donde interpretó a Kim Wook, un atractivo estafador que puede salir de cualquier problema hablando, y que utiliza sus habilidades para ayudar a las personas necesitadas que están indefensas, hasta el final de la serie el 11 de octubre del mismo año.

## Filmografía

### Series de televisión
| Año  | Título                                 | Personaje                                | Canal  | Notas                     | Ref.                 |
| ---- | -------------------------------------- | ---------------------------------------- | ------ | ------------------------- | -------------------- |
| 1999 | Ad Madness                             |                                          | KBS2   |                           |                      |
| 1999 | Jump                                   | Go Soo                                   | MBC    |                           |                      |
| 2000 | Say It With Your Eyes                  | Jang Ki-ryong (hermano de Jang Ki-woong) | MBC    |                           |                      |
| 2000 | Nonstop                                | Go Soo                                   | MBC    |                           |                      |
| 2000 | NEW Nonstop                            | Go Soo (ep.238-239)                      | MBC    |                           |                      |
| 2000 | Mothers and Sisters                    | Jang Kyung-bin                           | MBC    |                           |                      |
| 2001 | Piano                                  | Han Jae-soo                              | SBS    |                           |                      |
| 2002 | Age of Innocence                       | Tae-suk                                  | SBS    |                           |                      |
| 2003 | My Fair Lady                           | Shin Young-ho                            | SBS    |                           |                      |
| 2004 | When a Man Loves a Woman               | Ji-hoon                                  | SBS    |                           |                      |
| 2005 | Green Rose                             | Lee Jung-hyun / Jang Joong-won           | SBS    |                           |                      |
| 2005 | Marrying a Millionaire                 | Kim Young-hoon                           | SBS    |                           |                      |
| 2009 | Will It Snow for Christmas?            | Cha Kang-jin                             | SBS    |                           |                      |
| 2013 | Empire of Gold                         | Jang Tae-joo                             | SBS    |                           |                      |
| 2016 | The Flower in Prison                   | Yoon Tae-won                             | MBC    |                           |                      |
| 2018 | Heart Surgeons                         | Dr. Park Tae-soo                         | SBS TV |                           | [ 8 ]                |
| 2019 | Flower Crew: Joseon Marriage Agency    | Príncipe Heredero                        | JTBC   | Aparición especial, ep. 1 |                      |
| 2020 | Money Game                             | Chae Yi-heon                             | tvN    | 16 episodios              |                      |
| 2020 | Missing: The Other Side                | Kim Wook                                 | OCN    | 12 episodios              | [ 16 ]               |
| 2024 | Lee, el agente de libertad condicional | Lee Han-shin                             | tvN    |                           | [ 17 ] [ 18 ] [ 19 ] |

### Películas
| Año  | Título                         | Personaje                    |
| ---- | ------------------------------ | ---------------------------- |
| 2004 | Some                           | Kang Sung-joo                |
| 2009 | White Night                    | Kim Yo-han                   |
| 2010 | Haunters                       | Im Kyu-nam                   |
| 2011 | The Front Line                 | Kim Soo-hyuk                 |
| 2012 | Love 911                       | Chun Kang-il                 |
| 2013 | Way Back Home                  | Kim Jong-bae                 |
| 2014 | Awaiting (corto)               | Kim Min-woo                  |
| 2014 | View of Mount Myohyang (corto) | pintor                       |
| 2014 | The Royal Tailor               | Lee Gong-jin                 |
| 2016 | The Last Princess              | Príncipe Lee Woo (cameo)     |
| 2017 | Lucid Dream                    | Choi Dae-ho                  |
| 2017 | The Tooth and the Nail         | Lee Suk-jin / Choi Seung-man |
| 2017 | The Fortress                   | Seo Nal-soi                  |

### Presentador
| Año  | Título                    | Notas                    |
| ---- | ------------------------- | ------------------------ |
| 2020 | 56th Baeksang Arts Awards | presentador de categoría |

### Vídeos musicales
| Año  | Canción                    | Artista            |
| ---- | -------------------------- | ------------------ |
| 1998 | "Last Promise"             | Position           |
| 1998 | "Pig Man"                  | Noise              |
| 1998 | "Letter"                   | Position           |
| 2000 | "U Got the Funk"           | Lee Hyun-do (Deux) |
| 2001 | "I'll Be Back"             | Yoo Seung-joon     |
| 2002 | "Sadness"                  | Kang Hyung-rok     |
| 2002 | "A Sad Gift"               | Kim Jang-hoon      |
| 2003 | "1:1"                      | Juju Club          |
| 2003 | "I Still Bite My Lips"     | Lee Soo-young      |
| 2003 | "Left Alone"               | Lee Soo-young      |
| 2004 | "Confession"               | Park Hye-kyung     |
| 2004 | "Burying My Face in Tears" | Jang Na-ra         |

### Teatro
| Año  | Título                      | Rol        |
| ---- | --------------------------- | ---------- |
| 2008 | The Return of President Eom | Eom Va-soo |

## Discografía
| Año  | Título          | Notas  |
| ---- | --------------- | ------ |
| 2006 | I Will Be Happy | [ 21 ] |

## Premios y nominaciones
| Año  | Premio                                                | Categoría                                                             | Trabajo nominado        | Resultado |
| ---- | ----------------------------------------------------- | --------------------------------------------------------------------- | ----------------------- | --------- |
| 2000 | 19.º MBC Premios de Obra                              | Actor Nuevo mejor                                                     | Madres y Hermanas       | Ganador   |
| 2001 | 9.º SBS Premios de Obra                               | Premio de Estrella nueva                                              | Piano                   | Ganador   |
| 2001 | 9.º SBS Premios de Obra                               | Premio de popularidad                                                 | Piano                   | Ganador   |
| 2002 | 10.º SBS Premios de Obra                              | Premio de Excelencia superior, Actor                                  | Edad de Inocencia       | Nominado  |
| 2002 | 10.º SBS Premios de Obra                              | Premio de excelencia, Actor en una Obra Especial                      | Edad de Inocencia       | Ganador   |
| 2002 | 10.º SBS Premios de Obra                              | Superior 10 Estrellas                                                 | Edad de Inocencia       | Ganador   |
| 2003 | 19.ª Corea Premios de Cisne de Tocador Mejores        | Línea de modelo - Premio de Popularidad                               | [NA]: {{{1}}}           | Ganador   |
| 2003 | 11.º SBS Premios de Obra                              | Premio de excelencia, Actor en una Obra Especial                      | Mi Señorita Bella       | Nominado  |
| 2004 | 25.º Dragón Azul Premios de Película                  | Actor Nuevo mejor                                                     | Algunos                 | Nominado  |
| 2005 | 42.ª Campana Magnífica Premios                        | Actor Nuevo mejor                                                     | Algunos                 | Ganador   |
| 2005 | 13.º SBS Premios de Obra                              | Premio de Excelencia superior, Actor                                  | Rosa Verde              | Nominado  |
| 2005 | 13.º SBS Premios de Obra                              | Premio de excelencia, Actor en una Obra de Planificación Especial     | Rosa Verde              | Ganador   |
| 2005 | 13.º SBS Premios de Obra                              | Superior 10 Estrellas                                                 | Rosa Verde              | Ganador   |
| 2010 | 14.º Puchon Festival de cine Fantástico Internacional | Fantasia Premio                                                       | Noche blanca            | Ganador   |
| 2010 | 31.º Dragón Azul Premios de Película                  | Actor Nuevo mejor                                                     | Noche blanca            | Nominado  |
| 2011 | 4.º Icono de Estilo Premios                           | Superior 10 Iconos de Estilo                                          | [NA]: {{{1}}}           | Ganador   |
| 2011 | 32.º Dragón Azul Premios de Película                  | Actor mejor                                                           | La Línea de Frente      | Nominado  |
| 2011 | 32.º Dragón Azul Premios de Película                  | Premio de Estrella popular                                            | La Línea de Frente      | Ganador   |
| 2013 | 2.º APAN Premios de Estrella                          | Premio de Excelencia superior, Actor                                  | Imperio de Oro          | Nominado  |
| 2013 | 21.º SBS Premios de Obra                              | Premio de Excelencia superior, Actor en una Obra Especial             | Imperio de Oro          | Nominado  |
| 2014 | 34.º Cine Dorado Festival                             | Actor mejor                                                           | La manera Respalda Casa | Ganador   |
| 2016 | 5.º APAN Premios de Estrella                          | Premio magnífico (Daesang)                                            | La Flor en Prisión      | Nominado  |
| 2016 | 5.º APAN Premios de Estrella                          | Premio de Excelencia superior, Actor en una Obra de Serial            | La Flor en Prisión      | Nominado  |
| 2016 | 35.º MBC Premios de Obra                              | Premio de Excelencia superior, Actor en una Obra de Proyecto Especial | La Flor en Prisión      | Nominado  |